# Antonella Scanavino
Antonella Scanavino, vollständiger Name Antonella Scanavino Crespo, (* 30. Oktober 1992 in Maldonado) ist eine uruguayische Schwimmerin.
Die 1,66 Meter große Scanavino, für die ein Wettkampfgewicht von 60 kg verzeichnet ist, ist die Tochter des Olympiateilnehmers Carlos Scanavino, der bei den Schwimmwettkämpfen der Spiele der Jahre 1984 und 1988 antrat. Antonella Scanavino vertrat ihr Heimatland bei den Panamerikanischen Spielen 2007 in Rio de Janeiro. Zudem gehörte sie dem uruguayischen Aufgebot bei den Olympischen Spielen 2008 an. In Peking startete sie über die 100-Meter-Schmetterlingdistanz und belegte im Endklassement den 48. Rang. Auch bei den Südamerikaspielen 2010 in Medellín war sie Teil der uruguayischen Mannschaft. Scanavino gehört dem Verein Campus de Maldonado an zog jedoch in Vorbereitung auf die Panamerikanischen Spiele 2011 bzw. die Olympischen Spiele 2012 wegen der dort vorhandenen besseren Trainingsbedingungen nach Belém in Brasilien, um dort im Klub TUNA zu trainieren.

## Rekorde
Scanavino ist Inhaberin zahlreicher uruguayischer Landesrekorde. Dies sind im Einzelnen diejenigen über:
- 100 Meter Schmetterling (1:03,37, aufgestellt am 16. Juli 2008 in Monterrey)
- 200 Meter Schmetterling (2:21,17, aufgestellt am 28. März 2009 in Mar del Plata)
- 200 Meter Lagen (2:25,77, aufgestellt am 27. März 2009 in Mar del Plata)
- 400 Meter Lagen (5:18,06, aufgestellt am 25. August 2007 in Campus)
- 4-mal-50-Meter-Freistilstaffel (Verein) (1:54,42, aufgestellt in der Zusammensetzung mit E. Pumar, L. Guttierez, A. Guerra am 7. September 2009 in Campus)
- 4-mal-100-Meter-Freistilstaffel (Nationalmannschaft) (4:04,77, aufgestellt in der Zusammensetzung mit Remersaro, A. Guerra und V. Sanchez am 29. März 2009 in Mar del Plata)
- 4-mal-100-Meter-Freistilstaffel (Verein) (4:12,90, aufgestellt in der Zusammensetzung mit E. Pumar, A. Guerra und V. Sanchez am 4. November 2006 in Campus)
- 4-mal-200-Meter-Freistilstaffel (Verein) (9:14,38, aufgestellt in der Zusammensetzung mit E. Pumar, A. Guerra und V. Sanchez am 3. November 2006 in Campus)
- 4-mal-50-Meter-Lagenstaffel (Verein) (2:08,76, aufgestellt in der Zusammensetzung mit L. Guttierez, C. Caro und A. Guerra am 24. August 2007 in Campus)
- 4-mal-100-Meter-Lagenstaffel (Nationalmannschaft) (4:34,80, aufgestellt in der Zusammensetzung mit Remersaro, A. Guerra und V. Sanchez am 27. März 2009 in Mar del Plata)
- 4-mal-100-Meter-Lagenstaffel (Verein) (4:40,44, aufgestellt in der Zusammensetzung mit Manginelli, E, Pumar und A. Guerra am 5. November 2006 in Campus)[2]